# Рохан
Рохан е човешко кралство от Средната земя на английския писател Дж. Р. Р. Толкин. Жителите му са наричани Рохирими, Еорлинги, Конници, Северняци, Хора на Залеза и родът им е много стар — обитават Средна земя още от древни времена. Далечни родственици са на хората от Нуменор — след края на Първа епоха техните предци предпочели да останат в обитаваните от тях територии.
По време на Втора епоха обитавали земите на Рованион на юг и на изток от Зеленогор Велики, наречен отпосле Мраколес и бранели североизточните граници на Гондор. По време на нападението на Колесарите, Северняците понесли тежък удар и това ги принудило да бягат на Север — отвъд бреговете на Тичащата река. Там се смесили с народа на Дейл, докато други, водени от предводителя си — Мархвини, продължили на север, заобиколили Мраколес на запад и се установили в горното течение на Андуин. По-късно същите тези Конници се притекли на помощ на Гондор в сражението сред Дагорлад и с обединени сили отблъснали нашественика.
Оттогава насетне между гондорци и Северняците се установила дружба, която била доказвана в двата славни похода на Рохиримите за спасяване на Гондор, идването на Еорл сред Полето на Келебрант и роговете на крал Теоден из Пеленор.